# Município de Paint (condado de Madison, Ohio)
O município de Paint (em inglês: Paint Township) é um município localizado no condado de Madison no estado estadounidense de Ohio. No ano de 2010 tinha uma população de 556 habitantes e uma densidade populacional de 5,76 pessoas por km².

## Geografia
O município de Paint encontra-se localizado nas coordenadas 39° 48′ 56″ N, 83° 30′ 43″ O. Segundo o Departamento do Censo dos Estados Unidos, o município tem uma superfície total de 96.55 km², da qual 96,55 km² correspondem a terra firme e (0 %) 0 km² é água.

## Demografia
Segundo o censo de 2010, tinha 556 pessoas residindo no município de Paint. A densidade populacional era de 5,76 hab./km². Dos 556 habitantes, o município de Paint estava composto pelo 98,38 % brancos, o 0,18 % eram afroamericanos, o 0,9 % eram de outras raças e o 0,54 % eram de uma mistura de raças. Do total da população o 1,26 % eram hispanos ou latinos de qualquer raça.